# 平壌市電
平壌市電（ピョンヤンしでん、へいじょうしでん）では、日本統治時代の朝鮮の平壌府で運行されていた路面電車、及び朝鮮民主主義人民共和国の首都、平壌直轄市において運行されている路面電車について記す。

## 概要

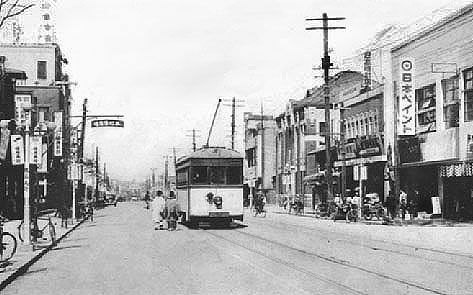
平壌市電（1945年以前）

もともと、日本統治時代の朝鮮半島には、釜山・京城（現、ソウル）・平壌の3都市に路面電車が存在した。しかし釜山は1968年5月、ソウルは同年11月に戦後におけるモータリゼーションの発達で全廃され、朝鮮北部で唯一の路面電車であった平壌も、1951 - 53年の朝鮮戦争で破壊され、そのまま廃線となった。このため1969年以降は長らく朝鮮半島に路面電車は存在しなかった。
その後の平壌では、一般市民が自動車を持つ事が思いもよらない国であり、石油も中国・ソ連からの輸入が殆どで、その多くが軍事用に回されていた為、公共交通機関としては電気を使う無軌条電車（トロリーバス）と地下鉄（平壌地下鉄）が一般的となっていた。
しかし、混雑が激しいため無軌条電車より多くの客を輸送できる交通機関として、「軌道電車」（ケドチョンチャ）の名で路面電車が敷設されることになった。
1991年に初の路線が開業し、現在3系統の路線が運行されている。運賃は2006年現在5ウォンとなっており、無軌道電車と共通運賃制が採用されていて、回数乗車券（市内車票）もある。しかし、1990年代後半から発電所の老朽化と資源不足のため停電がよく起こり、運行が安定しなくなっている面も多いとされる。それでもここ数年は、電力事情が徐々に改善されてきているため、一時ほどの混乱はないようである。また2003年には、大同江に架かる橋梁が老朽化したこともあり、1号線の平壌駅前 - 船橋間が廃止され系統が分断されている（この区間は代行バスが運行されている）。
なお、外国人旅行者は長らく乗車する事が出来なかったが、近頃ではツアーに組み込まれるなど開放されつつある。
車両はチェコのČKDタトラ製であり、製造時期によって様々な種類があり、低床式の車両も存在する。1999年に清津市電が開業した際、一部の車両は清津に転じたとされる。
なお、平壌市電の各路線とは別に、金日成と金正日の遺体が安置されている錦繍山太陽宮殿に向かう参観客のため、大城区域の龍北洞から同宮殿へ向かう専用の路面電車が存在する。運営も異なっており、運賃は無料、軌間は他の路面電車が1435mmの標準軌なのに対し、1000mmの狭軌（メーターゲージ）となっており、車両もタトラ製でなくスイス製である。

## 路線データ

### 首都旅客運輸局の管轄
- 1号線（平壌駅 - 万景台・船橋 - 松新　※平壌駅 - 船橋間は大同橋の老朽化により廃止、バス代替）
- 2号線（土城 - 楽浪 - 紋繍）
- 3号線（西平壌 - 楽浪）

### 朝鮮人民軍の管轄
- 錦繍山太陽宮殿軌道電車

## 外国人観光客が乗れる区間
外国人観光客は貸切列車に乗車する。なおツアーに組み込まれている地下鉄と違い、あらかじめ予約しないと乗車ができない。